# Philoria
Philoria is een geslacht van kikkers uit de familie Limnodynastidae. De groep werd voor het eerst wetenschappelijk beschreven door Walter Baldwin Spencer in 1901.
Er zijn zes soorten die endemisch zijn in Australië.

## Soorten
Geslacht Philoria
- Soort Philoria frosti
- Soort Philoria kundagungan
- Soort Philoria loveridgei
- Soort Philoria pughi
- Soort Philoria richmondensis
- Soort Philoria sphagnicolus

Adelotus · 
Heleioporus · 
Lechriodus · 
Limnodynastes · 
Neobatrachus · 
Notaden · 
Philoria · 
Platyplectrum